# Schwarzula coccidophila
Schwarzula coccidophila is een vliesvleugelig insect uit de familie bijen en hommels (Apidae). De wetenschappelijke naam van de soort is voor het eerst geldig gepubliceerd in 2002 door Camargo & Pedro.